# Marcelite J. Harris
Marcelite J. Harris, född Jordan 16 januari 1943 i Houston, Texas, död 17 september 2018, var en amerikansk militär. Hon är känd som den första kvinnliga afroamerikan som blev utnämnd till general i USA:s armé.
Harris studerade dramatik vid Spelman College i Atlanta och tog kandidatexamen 1964. Följande år började hon sin tjänstgöring i armén.
År 1975 utnämndes Harris till presidentens attaché i Vita huset och tjänade både Gerald Fords och Jimmy Carters kabinett. Från 1994 tjänstgjorde hon på flygvapnets högkvarter som underhållsdirektör. Harris blev befordrad till generaliteten år 1991 (brigadgeneral) och år 1995 till generalmajor. Hon pensionerades i februari 1997. 
Harris dog 2018 under en resa till Karibien. Hon är gravsatt på Arlington National Cemetery.

## Utmärkelser
- Amerikanska Legion of Merit med kluster av eklöv
- Bronze Star Medal
- Meritorious Service Medal med tre kluster av eklöv
- Air Force Commendation Medal med kluster av eklöv
- Presidential Unit Citation
- Air Force Outstanding Unit Award med V-tecken och åtta kluster av eklöv
- National Defense Service Medal med cluster av eklöv
- Vietnam Service Medal med tre kluster av eklöv
- Republic of Vietnam Gallantry Cross med palm
- Republic of Vietnam Campaign Medal

De två sistnämnda är utländska medaljer från Sydvietnam som utdelades av staten under Vietnamkriget. 